# Іоанно-Богословський чоловічий монастир (Хрещатик)
Іоанно-Богословський чоловічий монастир УПЦ (МП) — чоловічий православний монастир Чернівецько-Буковинська єпархії УПЦ (МП) на Північній Буковині.

## Розташування монастиря
Хрещатицька обитель розташована на правому високому березі Дністра (200 м над рівнем річки), який у цьому місці розділяє Чернівецьку та Тернопільську області. З «монастирської скелі» відкривається захоплююча панорама Заліщиків та «Дністровського каньйону».

## Історія монастиря

### XVII століття
Початок Хрещатицькій обителі у XVII ст. поклали православні ченці, які втекли з Манявського скиту від переслідувань. Троє іноків вирішили орудувати біля місцевого цілющого джерела, що бив прямо зі скелі над Дністром. Розмістилися у створених власними руками печерах.
Через певний час, у ніч на Івана Богослова, святці стали свідками дивного світіння над джерелом. Розцінивши це як Боже провидіння, ченцями було встановлено хрест в ім'я апостола, який і дав назву скиту. Невдовзі над джерелом було зведено каплицю із дзвіницею.
Водночас, через непорозуміння з єпископом Радівецьким, обитель на певний час закрили.

### XVIII—XIX століття
Відродився скит тільки у першій половині XVIII ст.
У 1760-их р.р. сербським купцем Теодором Предою було зведено перший монастирський мурований храм Св. Іоана Богослова. Повертаючись зі Львова, іноземець зупинився в обителі. Вражений природою та духовністю цього місця, він вирішив звести церкву-красуню. За деякими переказами, храм споруджено на місці де сербський мандрівник, під час перебування в обителі, побачив чергове дивне світіння.
У розпорядженні монастиря були значні земельні наділи в околицях, які офіційно були закріплені за обителлю молдовським господарем (1761–1764; 1767–1769) Григорієм Каллімакі. Після цього почало формуватися поселення Хрещатик.
З приєднанням західної частини Буковини до Габсбурзької монархії, розпочався процес секуляризації. 1786-го р. Хрещатицьку обитель закрили, а монастирську церкву перетворили у парафіяльну для навколишніх жителів, які продовжували шанувати Святе джерело.
Близько 1882 року після слухання акафіста св. ап. Іоанну Богослову та занурення у джерело, зцілився хлопчик Олександр Тотоескул. Пізніше він став священиком й пожертвував коштовну церковну книгу, на якій залишив дарчий підпис із короткою розповіддю про своє зцілення.

### XX століття
Під час Першої світової війни постраждали не тільки будівлі колишньої обителі, але й згорів майже весь архів, що міг би більш детально прояснити історію Святого місця.
Після війни Північну Буковину було окуповано Румунським королівством. Незважаючи на вимоги місцевих мешканців, рішення про відкриття Хрещатицького скиту було прийнято синодом РумПЦ тільки 1931 р. А вже 1933 року сюди приїхали ієромонах Мефодій (Мензак) з двома монахами, які першими оселились у відродженій обителі. Отець Михаїл подвизався в обителі до самого закриття (1960).
У 1940-их р.р. край було окуповано, та утворено Чернівецьку область. Окупаціна радянська влада розпочала негативні процеси стосовно релігійного життя. Зокрема, тотальне переслідування духівництва. До 1960 року в регіоні залишились діючими тільки два монастиря — чоловічий Хрещатицький, та Свято-Введенський жіночий у Чернівцях. Того ж року братію Хрещатицької обителі перевели до Почаївської Лаври, а на їх місце переселили сестер з Чернівців.
Щоправда жіноча обитель проіснувала не довго. Вже 1962 року її було закрито повністю. Монастирські споруди використовували як базу відпочинку, а на джерелі влаштували водозабір для заводу мінеральної води.

## Відродження монастиря
Відродження християнства й полегшення для духівництва розпочалося наприкінці 1980-их р.р. після святкування 1000-ліття Хрещення Руси. 27 серпня 1989 року рішенням Чернівецького облвиконкому колишні приміщення і землі монастиря були передані Чернівецькому Єпархіальному Управлінню, а 7 серпня 1991 року Священний синод УПЦ МП за клопотанням владики Онуфрія (Березовського), постановив відновити Хрещатицьку обитель, а настоятелем признати ігумена Володимира (Мороза).
З кінця 1992 до 2014 року настоятелем монастиря був архімандрит Євсевій (Дудка).
16 вересня 2014 рішенням Священного синоду УПЦ МП Євсевія (Дудку) обрано єпископом Хотинським та звільнено від обов'язків намісника монастиря. Новим намісником призначено архімандрита Серафима (Дудку).
Згідно з рішенням Священного Синоду УПЦ МП від 9 грудня 2020 року, новим ігуменом обителі став архімандрит Кукша (Кульчик)
За останні роки монастир стараннями його служителів і боголюбивого буковинського люду реконструюється та інтенсивно розбудовується.
Сьогодні Хрещатицька обитель складається з: каплички над джерелом (XVII ст., реконстр. XX ст.); церкви Св. апостола-євангеліста Іоана Богослова (1768, пам'ятка архітектури); собору Благовіщення Пресвятої Богородиці з нижньою церквою Різдва святого Іоанна Предтечі (1998); каплички преподобного Кукші Нового (1996); старого братського корпусу (1957); трапезного корпусу з трапезною церквою (1999–2001); трьох братських корпусів (1992–1996); економського корпусу.
У розпорядженні монастиря знаходиться 10 га землі. Ведеться підсобне господарство.
Престольні свята:
- Святого апостола євангеліста Іоанна Богослова — 9 жовтня, 21 травня;
- Благовіщення — 7 квітня;
- Різдво Святого Іоанна Предтечі — 7 липня.

Щороку 5 липня здійснюється Хресна хода з Чернівців до Хрещатика (45 км).

## Відомі насельники
- Кукша Новий — преподобний. Подвизався у Хрещатицькій обителі (1957–1960). У Хрещатик до подвижника приїжджали численні духовні чада. Їхні пожертви прп. Кукша віддавав на будівництво монастиря. Одного разу старець благословив своїй духовній доньці підшукати зручне місце, де можна було б збудувати великий корпус для ченців. Знайшовши таке місце на горі над обителлю, і сказавши про це прп. Кукші, духовна донька почула від старця, що саме там і з'явиться корпус. Ці слова виявилися пророцтвом, яке здійснилося за тридцять років по тому (про це передбачення святого дізналися вже після того як будівництво було завершено). Хрещатицьку обитель прп. Кукша порівнював з Афоном[2]:

|  | ...Здесь я дома, здесь я на Афоне! Вон внизу сады цветут, точно маслины на Афоне. Здесь Афон!... |

- Мефодій (Мензак) — православний архієрей подвизався в обителі (1933–1945) послушником, був тут же пострижений у ченці, та рукоположений в ієромонаха.
- Никодим (Руснак) — архієрей УПЦ МП. Подвизався в Хрещатику (1938–1955) послушником, отримав чернечий постриг (1945), був настоятелем обителі (1950–1955).
- Антоній (Вакарик) — архієрей УПЦ МП. Подвизався в Хрещатику (1942–1956) послушником, отримав чернечий постриг (1947), був економом обителі.
- Мефодій (Петровцій) — архієрей УПЦ МП. Тривалий час після виходу на покій (1998) проживав у Хрещатицькій обителі.
- Володимир (Мороз) — архієрей УПЦ МП, намісник монастиря в 1991–1992 роках.
- Євсевій (Дудка) — архієрей УПЦ МП, намісник монастиря в 1992–2014 роках.

## Галерея

Каплиця над джерелом Св. Іоана Богослова (до пошкоджень 1914-1918)
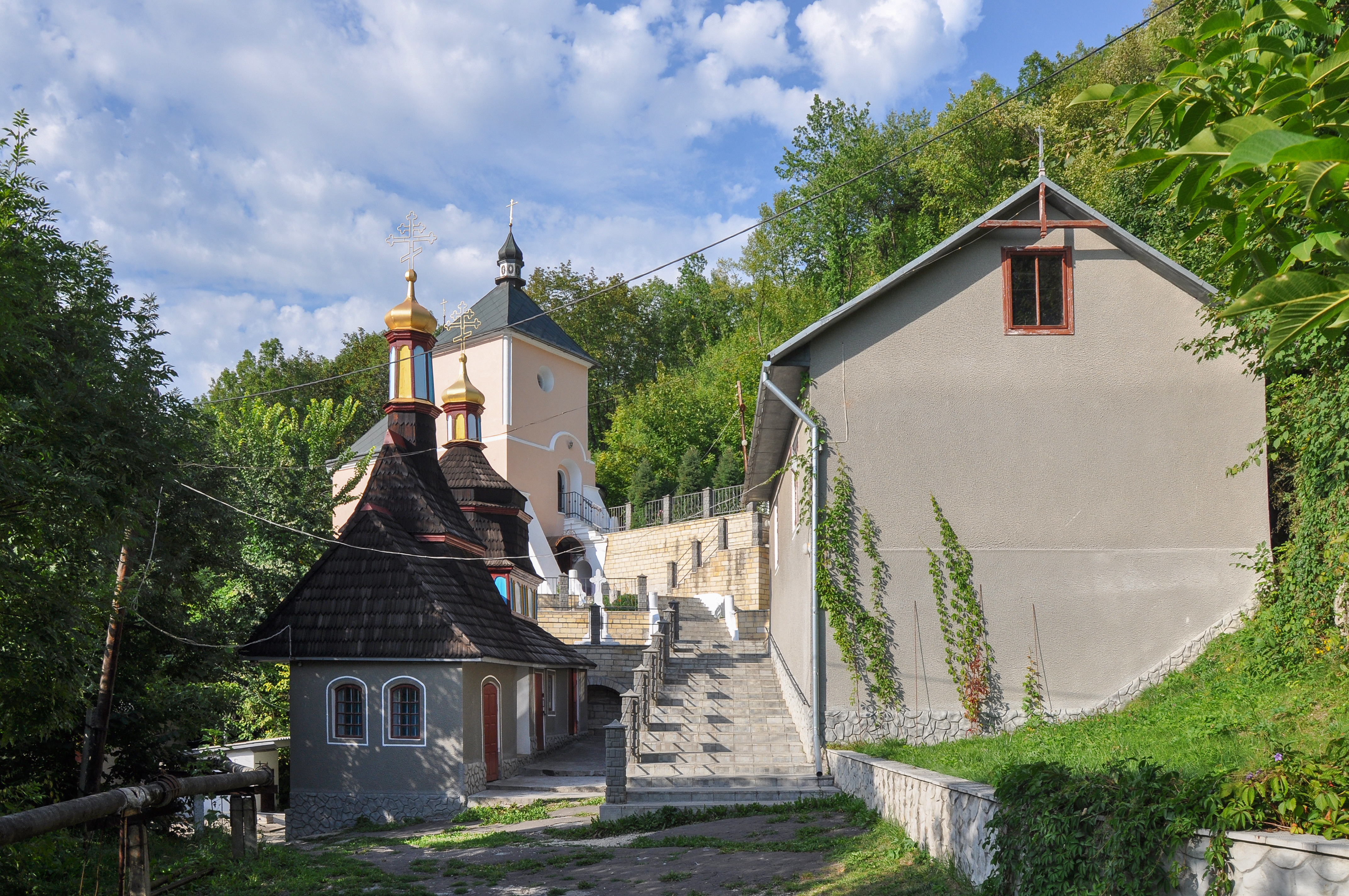
Свято-Іоано-Богословський монастир
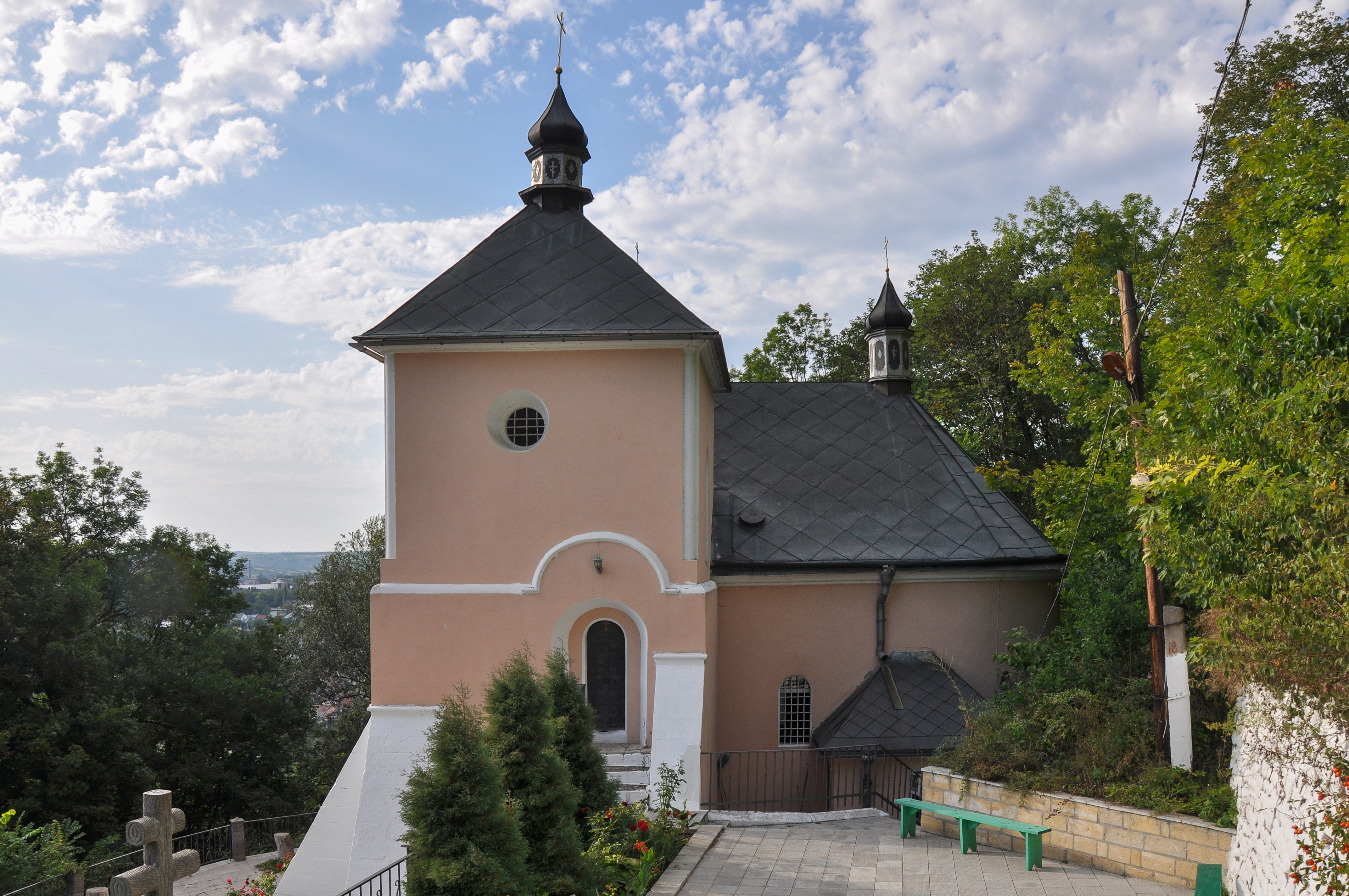
Іоано-Богословська церква